# Вершино-Каменка
Верши́но-Ка́менка (укр. Вершино-Кам'янка) — село в Новгородковской поселковой общине Кропивницкого района Кировоградской области Украины.
До 2020 года входило в Новгородковский район
Население по переписи 2001 года составляло 1238 человек. Почтовый индекс — 28211. Телефонный код — 5-241. Код КОАТУУ — 3523480801.